# Ministerie van Sociale Zaken (Polen)
Het Ministerie van Sociale Zaken (Pools: Ministerstwo Polityki Społecznej) was een ministerie van de Poolse overheid. Het werd op 2 mei 2004 door het eerste kabinet van Marek Belka opgericht als afsplitsing van het toenmalige Ministerie van Economie, Arbeid en Sociale Zaken. Het kabinet van Kazimierz Marcinkiewicz hief het ministerie op 31 oktober 2005 op en verving het door het Ministerie van Arbeid en Sociale Zaken.

## Ministers
- Krzysztof Pater (2 mei 2004 - 24 november 2004)
- Izabela Jaruga-Nowacka (24 november 2004 - 31 oktober 2005)